# Nick D'Aloisio

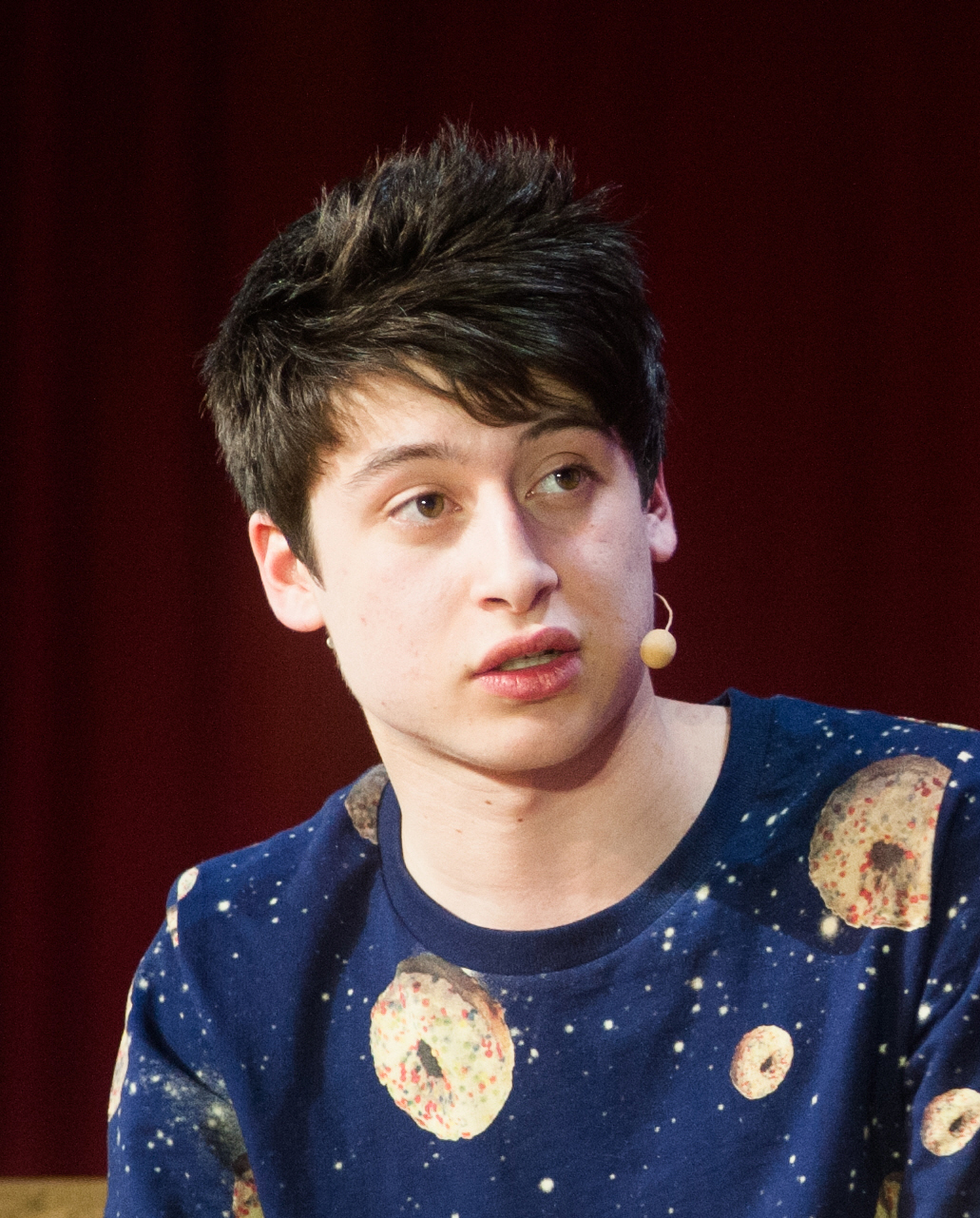
Nick D'Aloisio

Nick D'Aloisio (nacido el 1 de noviembre de 1995) es un empresario británico-australiano, programador informático y diseñador que creó Summly que se basa en una tecnología de integración se desarrolló con SRI International. D'Aloisio ha sido reconocida como la persona más joven en recibir una ronda de capital de riesgo en tecnología con tan sólo 15 años de edad. Los socios comerciales de D'Aloisio incluyen a ; Li Ka-Shing, Rupert Murdoch, Ashton Kutcher, Stephen Fry, Yoko Ono y Pincus Marcos, entre otros. A partir de marzo de 2013 Summly se vendió a Yahoo reportando $ 30 millones de dólares estadounidenses.